# Matilde Jorge
Ne pas confondre avec Francisca Jorge, sa sœur ainée également joueuse de tennis.
Matilde Jorge, née le 7 avril 2004 au Portugal, est une joueuse portugaise de tennis professionnelle. Elle est la sœur cadette de Francisca Jorge, également joueuse professionnelle de tennis.

## Carrière professionnelle
Matilde Jorge commence sa carrière sur le circuit ITF en 2020. Elle y a remporté, à ce jour, 16 titres en double. 
Depuis 2021, elle joue régulièrement en Coupe Billie Jean King pour le Portugal pour un bilan en simple de 3 victoires-3 défaites et en double de 11 victoires-2 défaites.
Le 20 avril 2024, elle remporte en double avec sa sœur ainée, Francisca Jorge, le tournoi WTA 125 de Oeiras,,.

## Palmarès

### Titres en double en WTA 125
| No | Date       | Nom et lieu du tournoi    | Catégorie | Dotation  | Surface      | Partenaire      | Finalistes                          | Score    |          |
| -- | ---------- | ------------------------- | --------- | --------- | ------------ | --------------- | ----------------------------------- | -------- | -------- |
| 1  | 15-04-2024 | Oeiras Open Oeiras        | WTA 125   | 115 000 $ | Terre (ext.) | Francisca Jorge | Harriet Dart Kristina Mladenovic    | 6-0, 6-4 | Parcours |
| 2  | 14-04-2025 | Oeiras Ladies Open Oeiras | WTA 125   | 115 000 $ | Terre (ext.) | Francisca Jorge | Anastasia Dețiuc Patricia Maria Țig | 6-1, 6-2 | Parcours |

## Classements WTA en fin de saison
| Année          | 2019 | 2020 | 2021 | 2022 | 2023 | 2024 |
| Rang en simple | –    | 1318 | 817  | 734  | 538  | 343  |
| Rang en double | 1068 | 1022 | 457  | 161  | 139  | 117  |

Source : (en) Classements de Matilde Jorge sur le site officiel de la Fédération internationale de tennis